# سيريل فنسنت والتر
سيريل فنسنت والتر (بالإنجليزية: Cyril Vincent Walter)‏ هو لاعب هوكي الحقل نيوزيلندي، ولد في 1912، وتوفي في 1988.